# Marcus Valerius Messalla Niger

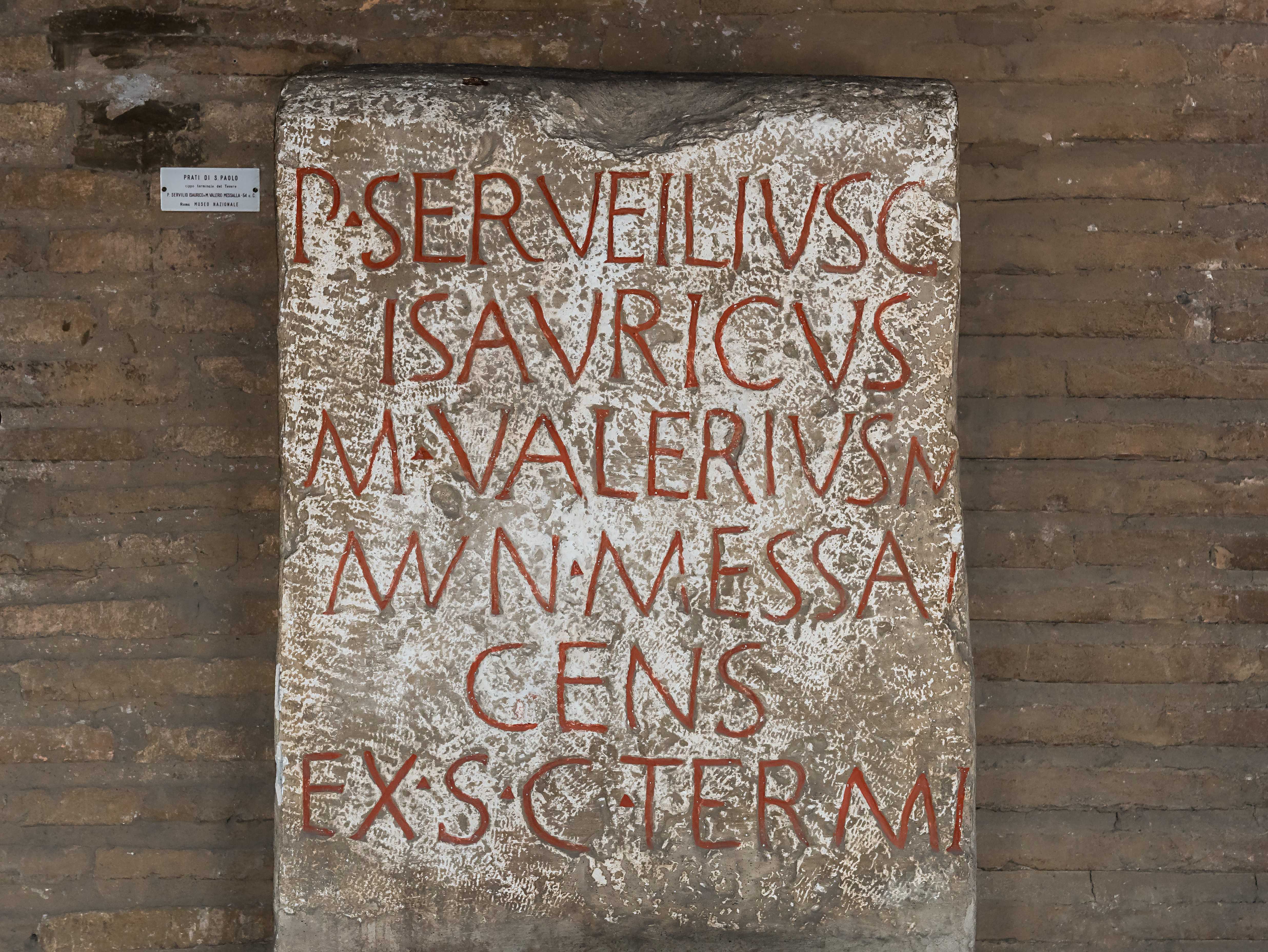
Tibergrenzstein mit den Namen der Zensoren Marcus Valerius Messalla Niger, Publius Servilius Vatia und dem senatus consultum als Inschrift (CIL 06, 31540e)

Marcus Valerius Messalla Niger (* um 104 v. Chr.; † um 50 v. Chr.) war ein römischer Politiker und Redner der späten Republik.
Er war vermutlich Sohn eines Marcus Valerius Messalla, der im Jahr 90 v. Chr. Legat war, Enkel eines Manius Valerius Messalla (vielleicht Statthalter von Asia um 120 v. Chr.) und Urenkel des Marcus Valerius Messalla (Konsul 161 v. Chr.). Messalla bekleidete, nachdem er zweimal Militärtribun gewesen war, etwa im Jahr 73 v. Chr. die Quästur. 64 v. Chr. war er Praetor urbanus. Im Jahr 61 v. Chr. bekleidete er das Konsulat. Im Gegensatz zu seinem Amtskollegen Marcus Pupius Piso Frugi Calpurnianus wollte er Publius Clodius Pulcher wegen dessen Frevel beim Fest der Bona Dea verfolgen.
59 v. Chr. gehörte Messalla einer Kommission zur Durchführung von Caesars Landverteilungsgesetz an. 55/54 v. Chr. war er Zensor und kümmerte sich zusammen mit seinem Kollegen Publius Servilius Vatia um die Regulierung des Tibers. Dreimal (vermutlich 55, 53 und 52 v. Chr.) war er Interrex. Seit spätestens 73 v. Chr. gehörte er dem Kollegium der Pontifices an.
Er war ein angesehener Redner und sammelte 80 v. Chr. Beweise für die Verteidigung des Sextus Roscius aus Ameria.
Messallas Sohn war Marcus Valerius Messalla Corvinus.